# Neostichtis inopinatus
Neostichtis inopinatus är en fjärilsart som beskrevs av Pierre E.L. Viette 1960. Neostichtis inopinatus ingår i släktet Neostichtis och familjen nattflyn. Inga underarter finns listade i Catalogue of Life.